# 桂林西站
桂林西站位于中国广西壮族自治区桂林市灵川县定江镇，有贵广客运专线及湘桂铁路的桂林货运外绕线经过，主要承担贵广线途径桂林市的列车的停靠（桂林始发终到车在桂林北站停靠），並兼顾湘桂铁路货物运输的集结、中转。但却是桂林唯一的全有柱站台的车站。

## 概要
桂林西站于2011年3月动工兴建。车站并未随2014年12月26日贵广客运专线一齐开通，经停桂林的列车需折角进桂林北站换向。车站最终于2016年1月10日开办客运业务。2016年12月10日，车站普速场开通运营。
2017年10月车站正线因地质原因出现沉降问题，车站正线及邻接到发线被封锁，列车使用侧线进出/通过车站。2018年2月初春运开始前已完成修复恢复正常运营。

## 车站结构

### 站房
桂林西站总建筑面积约为4984平方米。其中，售票厅位于站房东侧，面积93平方米，配有人工售票窗口和自动售票机等购票设施；候车室位于站房中部，面积1456平方米，最高容纳1200人名旅客候车。

### 站场

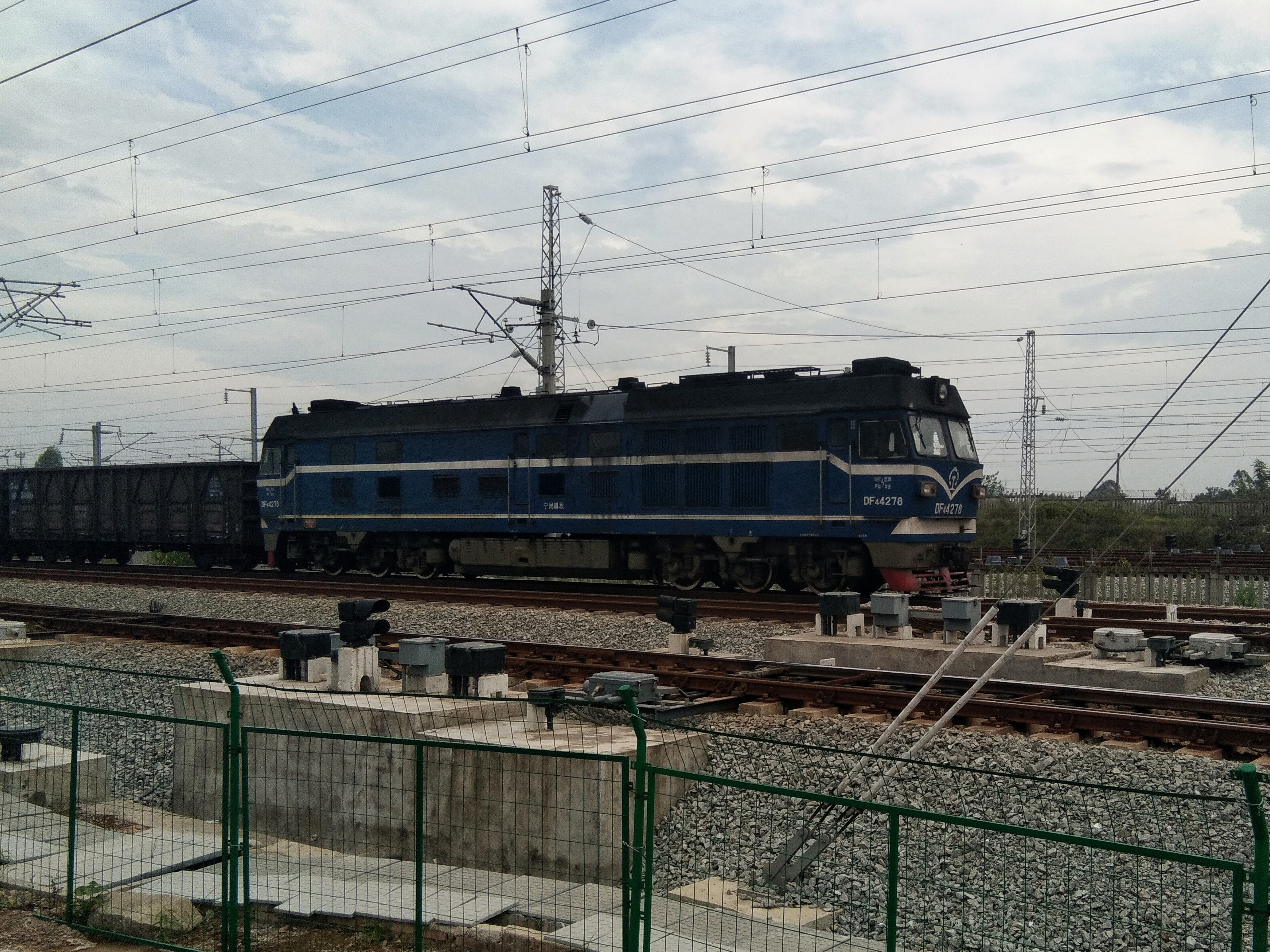
灵二环线列车在桂林西站

桂林西站客专场为二台六线，设有2座岛式站台，编号1-4。客运站场北侧设有普速场，普速场设正线2条，到发线6条，牵出线2条，货物线5条，担负柳州、永州方向的货物列车解体、编组、改编、中转、到发、会让作业。
|          | 灵二环线 货场                           |
| 普速场   | 灵二环线 站场                           |
| 4站台    | 贵广客运专线 列车往广州南站方向（阳朔） |
| 岛式站台 |                                         |
| 3站台    | 贵广客运专线 列车往广州南站方向（阳朔） |
| 正线     | 贵广客运专线 列车往广州南站方向（阳朔） |
| 正线     | 贵广客运专线 列车往贵阳北站方向（五通） |
| 2站台    | 贵广客运专线 列车往贵阳北站方向（五通） |
| 岛式站台 |                                         |
| 1站台    | 贵广客运专线 列车往贵阳北站方向（五通） |

## 配套交通

### 公交线路
| 线路号 | 服务时间                                 | 起终点站            | 备注                              |
| ------ | ---------------------------------------- | ------------------- | --------------------------------- |
| 22路   | 7:30-19:30                               | 天鹅塘-桂林西站     | 区间6:20-7:30 19:30-21:40至救助站 |
| 303路  | 桂林西站10:00-21:10 南洲大桥南9:00-20:00 | 桂林西站-南洲大桥南 | 途经 桂林北站                     |